# REPowerEU
REPowerEU – це пропозиція Європейської комісії припинити залежність від російського викопного палива до 2030 року у відповідь на російське вторгнення в Україну в 2022 році.